# 日野・K型エンジン

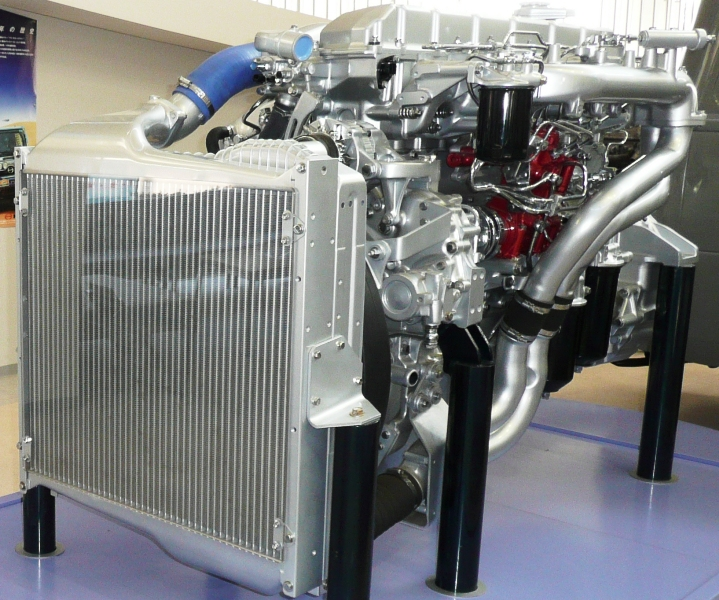
K13C

日野・K型エンジンは、かつて日野自動車の大型トラック・バスに搭載していた直列6気筒ディーゼルエンジンである。

## 歴史
1977年にEK100/EK200型が登場し、大型トラックや路線バスのRCなどに搭載された後、1990年にK13D/K13Uとなった。1986年にインタークーラーターボつきのK13Cが登場。そして2003年に後継のE13Cが登場している。

## バリエーション

### EK100
1977年登場。ﾎﾞｱ137mm ｽﾄﾛｰｸ150mm 排気量13,267cc 最高出力270ps/2300rpm 最大ﾄﾙｸ95kg･m/1400rpm (吸気ｺﾝﾄﾛｰﾙ無)
　　　　　　　　　　　　　　　　　　　　　　　　     最高出力270ps/2150rpm 最大ﾄﾙｸ97kg･m/1400rpm (吸気ｺﾝﾄﾛｰﾙ有)
- 搭載車種
  - K♯/T♯/H♯型
  - スーパードルフィン

### EK200
1980年登場。ﾎﾞｱ137mm ｽﾄﾛｰｸ150mm 排気量13,267cc 最高出力270ps/2300rpm 最大ﾄﾙｸ95kg･m/1400rpm (吸気ｺﾝﾄﾛｰﾙ無)
- 搭載車種
  - RC
  - ブルーリボン

### K13C 2V
1986年登場。ﾎﾞｱ135mm ｽﾄﾛｰｸ150mm 排気量12,882cc 最高出力360ps/2000rpm 最大ﾄﾙｸ155kg･m/1100rpm
- 搭載車種
  - スーパードルフィン
  - スーパードルフィンプロフィア

### K13C 4V
1998年登場。ﾎﾞｱ135mm ｽﾄﾛｰｸ150mm 排気量12,882cc 最高出力400ps//2000rpm 最大ﾄﾙｸ170kg･m/1100rpm
コモンレール噴射システムを搭載
- 搭載車種
  - スーパードルフィン
  - スーパードルフィンプロフィア

### K13D
1990年登場。ﾎﾞｱ137mm ｽﾄﾛｰｸ150mm 排気量13,267cc 最高出力270ps/2150rpm 最大ﾄﾙｸ97kg･m/1400rpm
- 搭載車種
  - スーパードルフィン
  - スーパードルフィンプロフィア

### K13U
1990年登場。ﾎﾞｱ137mm ｽﾄﾛｰｸ150mm 排気量13,267cc 最高出力270ps/2150rpm 最大ﾄﾙｸ97kg･m/1400rpm
路線バス用の水平シリンダータイプ。出力が270psであり、230psのM10U型に対して高出力仕様という位置づけであった。
- 搭載車種
  - ブルーリボン